# Georges Bouttié
Georges Bouttié, né le 3 novembre 1844 au Mans (Sarthe) et mort le 5 mars 1927 au Mans, est un homme politique français.
Ouvrier ébéniste, il devient antiquaire. Il est conseiller municipal du Mans de 1872 à 1902 et conseiller général de 1886 à 1919. Il est député de la Sarthe de 1906 à 1914, inscrit au groupe de la Gauche démocratique.

## Sources
- « Georges Bouttié », dans le Dictionnaire des parlementaires français (1889-1940), sous la direction de Jean Jolly, PUF, 1960 [détail de l’édition]